# Las criadas
Las criadas (Les Bonnes) es una obra de teatro del dramaturgo francés Jean Genet, estrenada en París el 1947. Sufriendo en su estreno la repulsa de gran parte del público y la crítica, pasados los años se ha considerado uno de los textos dramáticos clave del teatro del siglo XX.

## La obra y su contexto
Incapaz de decir lo que es el teatro, sé muy bien lo que yo le niego que sea: la descripción de los gestos cotidianos vistos desde el exterior. Yo voy al teatro para verme en escena, [...] tal y como yo no sabría —o no osaría— verme o soñarme y, sin embargo, tal y como sé que soy.
Jean Genet, Como interpretar Las Criadas

Las criadas está escrita finalizado el periodo de entreguerras, terminada ya la II Guerra Mundial, en las postrimerías del apogeo de los grandes movimientos de masas y la lucha de clases, con oprimidos y opresores, dominados y dominadores, claramente identificados con sus propias clases.
La obra describe el submundo de las sirvientas, del subproletariado al que le estaría vedada la redención, en cierto modo un submundo que guardaría paralelismos con el del propio Genet.

Al estrenarse la obra, un crítico de teatro observó que las criadas no hablan como las de mi obra. ¿Y usted qué sabe? Yo pretendo que por el contrario sí, pues si yo fuera chacha hablaría como ellas. Algunas noches. Pues las criadas no hablan así más que algunas noches. Hay que sorprenderlas, ya sea en su soledad, ya sea en la de cada uno de nosotros.
Jean Genet, Como interpretar Las criadas

Genet la escribió cuando aun permanecía en la cárcel, podía perfectamente identificarse con los siervos, los dominados, con aquellos condenados a sobrevivir en la miseria sin poder esperar más glorioso destino que el de, rebelándose, la cárcel o la guillotina. 
Está basada o guarda paralelismo (Genet negó que se basase en ese suceso) con el caso de las hermanas Papin, dos asistentas que asesinaron a la señora y a su hija sin que aparentemente mediara motivo justificado y sin premeditación, ensañándose seguidamente con sus cuerpos.
Como en Las criadas de Genet, la relación entre las sirvientas y la señora era aparentemente cordial; tras siete años al servicio en la casa, el testimonio de su señor, marido y padre de las víctimas, fue el de no tener ninguna queja sobre ellas, y ellas en el juicio no pudieron o no supieron justificar su crimen por un mal trato hacia ellas.
El detonante del crimen fue un incidente: se fundió el fusible del sistema eléctrico y no pudieron completar las labores de la plancha. A la llegada de la señora acompañada de su hija, la señora les recriminó por este hecho a lo que la mayor de las hermanas se abalanzó contra ella, intervino la hija y la menor salió en auxilio de la hermana con el resultado de que madre e hija acabaron muertas. Las dos hermanas se retiraron a su habitación, se tendieron en el camastro y esperaron abrazadas la llegada de los gendarmes.
El crimen conmocionó a Francia y también dejó entrever la situación del servicio doméstico. Lo aparentemente absurdo del crimen dio lugar a muy diversas justificaciones, llegándose a decir que aquellas que escogían el oficio de sirvientas lo hacían movidas por algún tipo de atraso mental o afectivo. Las estadísticas revelaron que las empleadas del servicio doméstico eran el colectivo laboral con mayor índice de ingresos en psiquiátricos y mayor número de intentos de suicidio, duplicando el número de ingresos previsibles por su proporción en la población y suponiendo en algún caso más del 80% de los intentos de suicidio de las internas en centros psiquiátricos.
Genet, a propósito de Las criadas, escribió: «No se trata de un alegato sobre la suerte de las domésticas. Supongo que debe de existir un sindicato del servicio doméstico. Eso no me concierne». No obstante, Genet en su juego de espejos nos describe con perspicacia tanto el trato paternalista de señores hacia sirvientes, como la visión que de ese trato llega a esos mismos sirvientes. Advierte que no es un alegato sobre las sirvientas; escrita en un periodo en el que estuvo muy presente la "lucha de clases", hay que entender que Genet quiere trascender con la obra el ámbito del servicio doméstico.
Con el paso del tiempo, el texto de Genet ha mostrado su fuerza; la ausencia de un enunciado explícito ha permitido que se analice desde muy distintos puntos de vista, desde el meramente psicológico al militante, posibilitando debates sobre la condición del ser humano y del ser humano en relación con la sociedad, debates sobre si se trata de un reflejo de la propia condición de su autor o un reflejo de la sociedad. Incluso en sus aspectos formales ha permitido muy distintos montajes, desde aquellos más ajustados a sus notas a los más distantes. 
Aunque Genet en sus notas sobre cómo interpretar la obra describe a sus personajes como femeninos, especificando cómo deben aparentar ser las actrices y cómo estas deben interpretar sus personajes, recurrentemente se ha montado con actores travestidos, quizá influidos por la homosexualidad de Genet quizá por el ensayo de Jean Paul Sartre en el que, reconocida la obra como un juego de espejos, este travestismo alcanzaría un nivel más de ese juego de espejos, aquel en el que el sexo de sus personajes llegase a formar parte del juego; también, Sartre cita una frase de Genet: "Si tuviera que hacer representar alguna pieza teatral en la que actuaran mujeres, exigiría que ese papel estuviera a cargo de adolescentes, y se lo advertiría al público por medio de un cartel que permanecería clavado a la derecha o izquierda del escenario durante toda la representación".
En cualquier caso, aún hoy es una de las obras más representadas en salas convencionales y alternativas, permitiendo un extenso abanico de posibilidades actorales y de dirección. Al igual que sus distintos aspectos servir de base para los más diversos debates.

## Argumento
Dos sirvientas aman y odian al mismo tiempo a su señora. Han denunciado al amante de esta en cartas anónimas. Al saber que van a ponerlo en libertad por falta de pruebas y que su traición será descubierta, tratan de asesinar a su señora, fracasan y quieren matarse mutuamente. Por fin, una de ellas se suicida y la otra, sola, ebria de gloria, trata de igualarse con la pompa de sus actitudes y sus palabras con el destino magnífico que le espera.
Jean Paul Sartre.

Claire y Solange son dos hermanas que trabajan como criadas para una dama de la alta burguesía francesa, con la que mantienen una relación tensa y distante. Cuando la Señora está ausente, ambas emprenden un juego de interpretación, en el que se intercambian los papeles, y asumen el personaje de su jefa. En estos juegos, que llevan a cabo en el dormitorio de la Señora, se puede apreciar los sentimientos encontrados de ambas hacia la dueña: amor y admiración, y también envidia y odio. Al límite, llegan incluso a simular su asesinato. La situación se complica y degenera. De hecho, Claire denuncia por escrito al amante de la Señora (Madame); pero éste, es excarcelado por falta de pruebas y las criadas temen que su juego sea descubierto. En su desequilibrio, preparan el asesinato real de la señora pretendiendo hacerla beber tisana envenenada, aunque aquella finalmente no bebe la poción. En la escena final, Claire interpretando el papel de Madame, toma el veneno de manos de la hermana. Solange, presiente que será acusada de asesinato, espera la llegada de los gendarmes quedando quieta sobre el escenario cruzada de manos simulando estar esposada.
La obra transcurre en la alcoba de La Señora, un espacio de lujo, exquisiteces y banalidad, y en contraposición el espacio ausente de las sirvientas, descrito por ellas mismas: «Vuelvo a mi cocina. En ella encontraré mis guantes [guantes de goma para fregar] y el olor de mis dientes. El eructo silencioso del fregadero. Usted tiene sus flores yo mi fregadero». 
El espectador, cuando se levanta el telón, asiste inadvertido a la escenificación que las dos criadas hacen de su relación con su señora, una en el papel de señora y la otra interpretando a la primera. Esta parte, hasta que suena el despertador y acaban con la representación, cuando el espectador sale del engaño, es la que mejor representa la verdadera relación entre las criadas y su señora. Después, La Señora ya haciendo de señora: «No hay que ridiculizar exageradamente a la señora, ella no sabe hasta qué punto es tonta, hasta qué punto está interpretando un papel». Es con este juego de espejos con el que Genet describe la superficial relación entre criadas y señora, una relación paternalista y ficticia, enfrentada con la real que discurre bajo esa mascarada, esto sin que la señora llegue a alcanzar en su conocimiento lo apartada que puede encontrarse de esa realidad:

La Señora.- [...] La gente no sabe a punto fijo lo que es una cárcel. Carecen de imaginación. Yo tengo demasiada. Mi sensibilidad me hace sufrir. Atrozmente. Tenéis suerte, Clara y tú, de estar solas en este mundo. ¡La humildad de vuestra condición os ahorra muchas desgracias!

Genet nos muestra a sus criadas en su miseria, una miseria que no les es propia, que les es dada por su condición de sirvientas, condición de la que no pueden escapar a no ser auto inmolándose ante la incapacidad de acabar con la señora. En esta atmósfera de sumisión, el crimen pasa de ser censurable a heroico, y el castigo ante el mismo una redención admirable; así, sus actrices no deben mostrase bellas, deben ir adquiriendo esa belleza hasta el último segundo, aquel en el que Solagne espera firme en el escenario la llegada de los gendarmes, con las manos cruzadas simulando estar esposada.
«Estas criadas no son unas malvadas; han envejecido, han adelgazado en la dulzura de la señora». A continuación describe cómo deben ser las actrices que las interpreten y cómo debe ser su actuación: «No conviene que sean guapas, que muestren su belleza nada más alzarse el telón.[...] Ellas no tienen ni culo ni senos provocativos y muy bien podrían dar clases de piedad en una institución cristiana. [...] Ambas tienen una tez pálida y llena de encanto. Están, pues, marchitas, pero con elegancia. No están podridas. Las actrices no deben subir al escenario con su erotismo natural a cuestas, no deben imitar a las actrices de cine.[..] Así pues, se ruega amablemente a las actrices que, como dicen los griegos, se abstengan de poner el coño sobre la mesa».
Para líneas más abajo describir así a las criadas: «Malditas o no, esas criadas son unos monstruos, como nosotros mismos cuando soñamos esto o aquello». Odian y aman a la señora, como entiende Genet ese amor, como "un querer ser". La odian como se odia al dominador y la admiran como el dominado admira a su dominador al que no puede vencer. Y entre ellas se quieren y se desprecian; se quieren unidas por su miseria y se desprecian al ver reflejada la una en la otra su propia miseria. El final es la auto inmolación ante la imposibilidad de escapar de esa miseria. En esos mismos momentos, la señora pasa la noche bebiendo champán junto a su amante.

## Algunas notas más sobrecómo interpretar Las Criadas
Furtiva. Es la palabra que se impone. De entrada. La manera de actuar de las actrices que representen a los dos criadas debe ser furtiva. Lo que exige esa forma de interpretación, reveladora de una psicología perturbada, no es que unas ventanas abiertas o unos tabiques demasiado delgados dejen oír a los vecinos palabras pronunciadas en la alcoba, ni tampoco lo que es de inconfesable en sus diálogos, no. La manera de actuar furtiva para que una fraseología demasiado densa llegue al público. Las actrices contendrán pues sus gestos, cada uno de los cuales quedará en vilo o roto. Cada gesto dejará en vilo a las actrices. Sería conveniente que en algún momento ellas anduviesen de puntillas, tras haberse quitado uno o los dos zapatos, que llevarán en la mano, con cuidado, y que dejarán sobre un mueble, con suavidad, no por no ser oídas por los vecinos de abajo, sino porque ese gesto está en el tono. A veces, las voces quedarán también como rotas y en suspensión.
Jean Genet.

No necesito insistir en los momentos interpretados y los momentos sinceros: habrá que detectarlos y si es necesario inventarlos.
Jean Genet.

La unidad del relato surgirá no de la monotonía de la interpretación, sino de la armonía entre las diferentes partes, interpretadas muy diferentemente. Tal vez el director escénico deba dejar aparecer lo que estaba en mí al escribir la obra, o lo que tanto me faltaba: una cierta bondad, pues se trata de un cuento. [...] Hay que creer en él y negarse a creer, simultáneamente, pero para que pueda creerse en él es preciso que las actrices no interpreten sus paqpeles de un modo realista.
Jean Genet

Sobre el decorado: «Se trata simplemente del dormitorio de una dama un poco "cocotte" y un poco burguesa». Describe cómo debería ser el decorado de reprentarse en Francia u otros países, especificando que la cama debe ser auténtica, las flores naturales y los vestidos extravagantes sin que se deban remitir a ninguna moda, pudiendo ser modificados y transformados monstruosamente por las criadas. También: «¿Y si se quiere representar en Epidauro? Bastaría entonces que antes del comienzo de la representación salieran las tres actrices al escenario antes del comienzo de la representación y se pusieran de acuerdo, a la vista de los espectadores, sobre los rincones a los que dar el nombre de cama, ventana, armario, puerta, coqueta, Etc. Hecho esto, deben desaparecer y reaparecer en seguida, según el orden asignado».

## Representaciones destacadas
- Théâtre de l'Athénée, París, abril de 1947.
  - Dirección: Louis Jouvet.
  - Escenografía:Christian Bérard
  - Vesturario: Jeanne Lanvin
  - Intérpretes: Monique Mélinand (Solange), Yvette Etiévant (Claire), Yolande Laffon (Madame).

- Dramaten, Estocolmo, 1948.
  - Dirección: Mimi Pollack.
  - Intérpretes: Anita Björk, Maj-Britt Nilsson.

- New Lindsey Theatre Club, Londres, 1956. (The Maids)
  - Dirección: Peter Zadek.
  - Intérpretes: Hazel Penwarden (Claire), Selma Vaz Dias (Solange), Betty Stockfeld (Madame).

- Teatro Independente. Roma, 1968. (Le serve)
  - Dirección: Maurizio Scaparro
  - Intérpretes: Anna María Gherardi, Piera degli Esposti, Miranda Martino.

- Teatro Fígaro, Madrid, 1969.[11]
  - Dirección: Víctor García.
  - Intérpretes: Nuria Espert, Julieta Serrano, Mayrata O'Wisiedo.

- Greenwich Theatre, Londres, 1973.
  - Intérpretes: , Glenda Jackson (Solange), Susannah York (Claire), Vivien Merchant (Madame).
- Teatro Alfil, Madrid, 1976[12]
  - Montaje escénico: Compañía del Mar de Valencia
  - Dirección: Antonio Corencia
  - Intérpretes: Antonio Corencia (Claire), Enrique Benavent (Solange), José Manuel Pascual (la señora)

- Teatro Stabile di Torino. Turín, 1980. (Le serve)
  - Dirección: Mario Missiroli.
  - Intérpretes: Adriana Asti, Manuela Kustermann, Copi.

- Teatro Principal, Valencia, 1983.[13]
  - Dirección: Víctor García.
  - Intérpretes: Nuria Espert, Julieta Serrano, Marisa Paredes.

- Foro Stanistablas, Ciudad de México. 1998.[14]
  - Dirección: Adriana Roel.
  - Interpretes: Pilar Pellicer (Solange), Patricia Reyes Spíndola (Claire), Alejandra Bogue (Madame)

- Teatro Borrás, Barcelona, 2002.[15]
  - Dirección: Mario Gas.
  - Intérpretes: Aitana Sánchez Gijón (Solange), Emma Suárez (Claire), Maru Valdivieso (Madame).

- Sala Cuarta Pared, Madrid, 2012.[16]
  - Dirección: Pablo Messiez.
  - Intérpretes: Bárbara Lennie (Clara), Fernanda Orazi (Solange), Tomás Pozzi (Madame).

- Sídney Theatre Company, Sídney, 2013.[17]
  - Dirección:  Benedict Andrews.
  - Intérpretes: Cate Blanchett (Claire), Isabelle Huppert (Solange), Elizabeth Debicki (Mistress).

- Teatro Presidente Alvear, Buenos Aires, 2012.[18]
  - Dirección: Ciro Zorzoli.
  - Intérpretes: Victoria Almeida (Claire), Paola Barrientos (Solange), Marilu Marini (La Señora).

- Trafalgar Studios, Londres, 2016. (The Maids)
  - Dirección: Jamie Lloyd.
  - Intérpretes: Zawe Ashton (Claire), Uzo Aduba (Solange), Laura Carmichael (Mistress).

- Teatro Español, Madrid, 2020. 
  - Dirección: Luis Luque.
  - Intérpretes: Ana Torrent (Claire), Alicia Borrachero (Solange), Jorge Calvo (La señora).
- Teatro Municipal Concha Espina, Festival de Invierno de Torrelavega (Cantabria): Última representación de este montaje, 12 de febrero de 2022